# Harold Temperley
Harold William Vazeille Temperley (20 avril 1879 - 11 juillet 1939) est un historien britannique, professeur d'histoire moderne à l'université de Cambridge à partir de 1931 et maître de Peterhouse, Cambridge.

## Biographie
Temperley est né à Cambridge, fils d'Ernest Temperley, membre et économe du Queens' College, Cambridge. Il fait ses études à la Sherborne School et au King's College de Cambridge, où il obtient une première en histoire. Il devient maître de conférences à l'université de Leeds en 1903, avant de prendre un poste à Peterhouse, Cambridge, en 1905.
Il travaille sur l'histoire diplomatique moderne et est fortement impliqué en tant que rédacteur en chef dans la publication de la version officielle du gouvernement britannique de l'histoire diplomatique du début du XXe siècle. Il écrit également sur George Canning et l'histoire de l'Europe de l'Est.
Pendant la Première Guerre mondiale, Temperley est officier dans le Fife et Forfar Yeomanry, manquant les débarquements de Gallipoli pour cause de maladie. Il est ensuite détaché au War Office, travaillant sur le renseignement et la politique dans les Balkans. Son Histoire de la Serbie est publiée en 1917.
Il assiste à la conférence de la paix de Paris de 1919 et travaille ensuite sur une histoire officielle de celle-ci, sur un plan conçu par George Louis Beer (en) et Eustace Percy. Il est représentant britannique à la commission des frontières albanaises et conseiller en 1921 d'Arthur Balfour à la Société des Nations.
Dans la compilation des Documents britanniques sur les origines de la guerre, il collabore avec George Peabody Gooch, (1873-1968), un autre historien diplomatique et député du Parti libéral de 1906 à 1910. Gooch s'est prononcé contre la politique britannique pendant la seconde guerre des Boers et est également un historien de l'Allemagne ; sa nomination visait à donner au projet une indépendance crédible.
En l'occurrence, Temperley et Gooch sont contraints financièrement et dans l'utilisation de documents soumis à une limitation de la « règle de cinquante ans » sur leur publication. Pour arriver à leurs fins, ils doivent employer des menaces de démission tactiques. Lillian Penson (en) (1896–1963) participe à la fois à ce projet et à un projet ultérieur sur les Blue Books.
En 1923, Temperley fonde le Cambridge Historical Journal à Cambridge.
L'historien Herbert Butterfield est un étudiant de Temperley. Tempeley influence la politique étrangère européenne du Premier ministre britannique Neville Chamberlain, notamment la politique d'apaisement des puissances de l'Axe et les accords de Munich.